# Коэффициент формы
Коэффициент формы — это отношение среднеквадратичного значения какой-то величины к среднему модулю (среднему абсолютному значению) той же величины. Если зависимость этой величины от другой переменной изобразить в виде графика, то коэффициент формы покажет, насколько форма этой линии отличается от горизонтальной прямой. Коэффициент формы постоянной функции равен единице.
Коэффициент формы нередко используется в электронике при описании зависимости тока или напряжения от времени. Он показывает, насколько сильно отличается форма сигнала переменного тока от постоянного тока той же средней мощности. Последний может быть также описан как ток, выделяющий на такой же нагрузке такое же тепло за одинаковый длительный промежуток времени.

## Вычисление коэффициента формы.
Для функции {\displaystyle x(t)}, конечной и непрерывной на интервале времени T, среднеквадратичное значение на этом отрезке времени может быть вычислено с помощью интеграла:
{\displaystyle X_{\mathrm {rms} }={\sqrt {{1 \over {T}}{\int _{t_{0}}^{t_{0}+T}{[x(t)]}^{2}\,dt}}}}
Средний модуль вычисляется с помощью интеграла от абсолютного значения на том же промежутке:
{\displaystyle X_{\mathrm {arv} }={1 \over {T}}{\int _{t_{0}}^{t_{0}+T}{|x(t)|\,dt}}}
Отношение этих двух величин и есть коэффициент формы, обозначаемый обычно {\displaystyle k_{\mathrm {f} }}.
{\displaystyle k_{\mathrm {f} }={X_{\mathrm {rms} } \over X_{\mathrm {arv} }}={\frac {\sqrt {{1 \over {T}}{\int _{t_{0}}^{t_{0}+T}{[x(t)]}^{2}\,dt}}}{{1 \over {T}}{\int _{t_{0}}^{t_{0}+T}{|x(t)|\,dt}}}}={\frac {\sqrt {T\int _{t_{0}}^{t_{0}+T}{{[x(t)]}^{2}\,dt}}}{\int _{t_{0}}^{t_{0}+T}{|x(t)|\,dt}}}}
Хотя оба средних значения (и {\displaystyle X_{\mathrm {rms} }}, и {\displaystyle X_{\mathrm {arv} }}) характеризуют расстояние кривой от нуля, среднеквадратичное значение {\displaystyle X_{\mathrm {rms} }} отражает также изменчивость этого расстояния, так как большие и маленькие отклонения от нуля вносят непропорциональные вклады в него. 
Среднеквадратичное значение {\displaystyle X_{\mathrm {rms} }} всегда бывает больше или равно {\displaystyle X_{\mathrm {arv} }}. Поэтому коэффициент формы не может быть меньше 1 и не имеет теоретического верхнего предела. 
Если сложный периодический сигнал можно представить как сумму N синусоидальных сигналов (гармоник) разной частоты, то среднеквадратичное значение сложного сигнала может быть вычислено так:
{\displaystyle X_{\mathrm {rms} }={\sqrt {{{X_{\mathrm {rms1} }}^{2}}+{{X_{\mathrm {rms2} }}^{2}}+...+{{X_{\mathrm {rmsN} }}^{2}}}}}
В то же время средний модуль сложного сигнала просто равен сумме средних модулей гармоник: 
{\displaystyle X_{\mathrm {arv} }=X_{\mathrm {arv1} }+X_{\mathrm {arv2} }+...+X_{\mathrm {arvN} }}.
Поэтому коэффициент формы сложного периодического сигнала можно вычислить по формуле:
{\displaystyle k_{\mathrm {f} _{\mathrm {tot} }}={X_{\mathrm {rms} } \over X_{\mathrm {arv} }}={\frac {\sqrt {{{X_{\mathrm {rms1} }}^{2}}+{{X_{\mathrm {rms2} }}^{2}}+...+{{X_{\mathrm {rmsN} }}^{2}}}}{X_{\mathrm {arv1} }+X_{\mathrm {arv2} }+...+X_{\mathrm {arvN} }}}}.

## Применение
Цифровые инструменты для измерения переменного тока часто создаются с расчётом на определённую форму зависимости от времени. Например, многие цифровые мультиметры переменного тока, показывающие среднеквадратичное значение тока, на самом деле вычисляют средний модуль тока и умножают его на коэффициент формы для синусоидального тока. Хотя этот метод проще, он приводит к ошибкам для несинусоидальных токов.
И вычисление квадрата в {\displaystyle X_{\mathrm {rms} }}, и вычисление модуля в {\displaystyle X_{\mathrm {arv} }} приводят к независимости от знака функции. Поэтому, коэффициент формы тока переменного направления, если его среднее значение равно нулю, останется тем же после его полного выпрямления. 
Коэффициент формы {\displaystyle k_{\mathrm {f} }} является наименьшим из трёх волновых коэффициентов, другие два - это  {\displaystyle k_{\mathrm {a} }={\frac {X_{\mathrm {max} }}{X_{\mathrm {rms} }}}} и {\displaystyle k_{\mathrm {av} }={\frac {X_{\mathrm {max} }}{X_{\mathrm {arv} }}}}, где X_\mathrm{max} - наибольшее значение функции на том же интервале времени.
{\displaystyle k_{\mathrm {av} }\geq k_{\mathrm {a} }\geq k_{\mathrm {f} }}
Эти три коэффициента связаны соотношением  {\displaystyle k_{\mathrm {av} }=k_{\mathrm {a} }k_{\mathrm {f} }}, поэтому коэффициент формы может быть вычислен так: {\displaystyle k_{\mathrm {f} }={\frac {k_{\mathrm {av} }}{k_{\mathrm {a} }}}}.

## Коэффициенты формы некоторых функций, важных в электронике
Обозначим буквой {\displaystyle a} максимальное отклонение функции от нуля (для некоторых функций эта величина совпадает с амплитудой). Например, {\displaystyle 8\sin(t)} можно представить как {\displaystyle f(t)=a\sin(t),\ a=8}. Так как и среднеквадратичное значение, и средний модуль пропорциональны этой величине, то она не влияет на коэффициент формы и может быть заменена на 1 при его вычислении.
Обозначим {\displaystyle D={\frac {\tau }{T}}} коэффициент заполнения, то есть отношение времени импульса {\displaystyle \tau } (когда функция не равна нулю) к периоду {\displaystyle T}. Многие простейшие периодические функции достигают нуля лишь на бесконечно короткие мгновенья, и для них {\displaystyle \tau =T,D=1}. 
| Форма сигнала                            | График | Среднеквадратичное значение            | Средний модуль                     | Коэффициент формы                                                 |
| ---------------------------------------- | ------ | -------------------------------------- | ---------------------------------- | ----------------------------------------------------------------- |
| Синусоида                                |        | {\displaystyle {\frac {a}{\sqrt {2}}}} | {\displaystyle a{\frac {2}{\pi }}} | {\displaystyle {\frac {\pi }{2{\sqrt {2}}}}\approx 1.11072073}    |
| Полувыпрямленная синусида                |        | {\displaystyle {\frac {a}{2}}}         | {\displaystyle {\frac {a}{\pi }}}  | {\displaystyle {\frac {\pi }{2}}\approx 1.5707963}                |
| Выпрямленная синусоида                   |        | {\displaystyle {\frac {a}{\sqrt {2}}}} | {\displaystyle a{\frac {2}{\pi }}} | {\displaystyle {\frac {\pi }{2{\sqrt {2}}}}}                      |
| Меандр                                   |        | {\displaystyle a}                      | {\displaystyle a}                  | {\displaystyle {\frac {a}{a}}=1}                                  |
| Прямоугольный однонаправленный сигнал    |        | {\displaystyle a{\sqrt {D}}}           | {\displaystyle aD}                 | {\displaystyle {\frac {1}{\sqrt {D}}}={\sqrt {\frac {T}{\tau }}}} |
| Треугольная волна                        |        | {\displaystyle {\frac {a}{\sqrt {3}}}} | {\displaystyle {\frac {a}{2}}}     | {\displaystyle {\frac {2}{\sqrt {3}}}\approx 1.15470054}          |
| Пилообразный сигнал                      |        | {\displaystyle {\frac {a}{\sqrt {3}}}} | {\displaystyle {\frac {a}{2}}}     | {\displaystyle {\frac {2}{\sqrt {3}}}}                            |
| Аддитивный белый гауссовский шум U(-1,1) |        | {\displaystyle {\frac {1}{\sqrt {3}}}} | {\displaystyle {\frac {1}{2}}}     | {\displaystyle {\frac {2}{\sqrt {3}}}}                            |